# Plan de soins infirmier

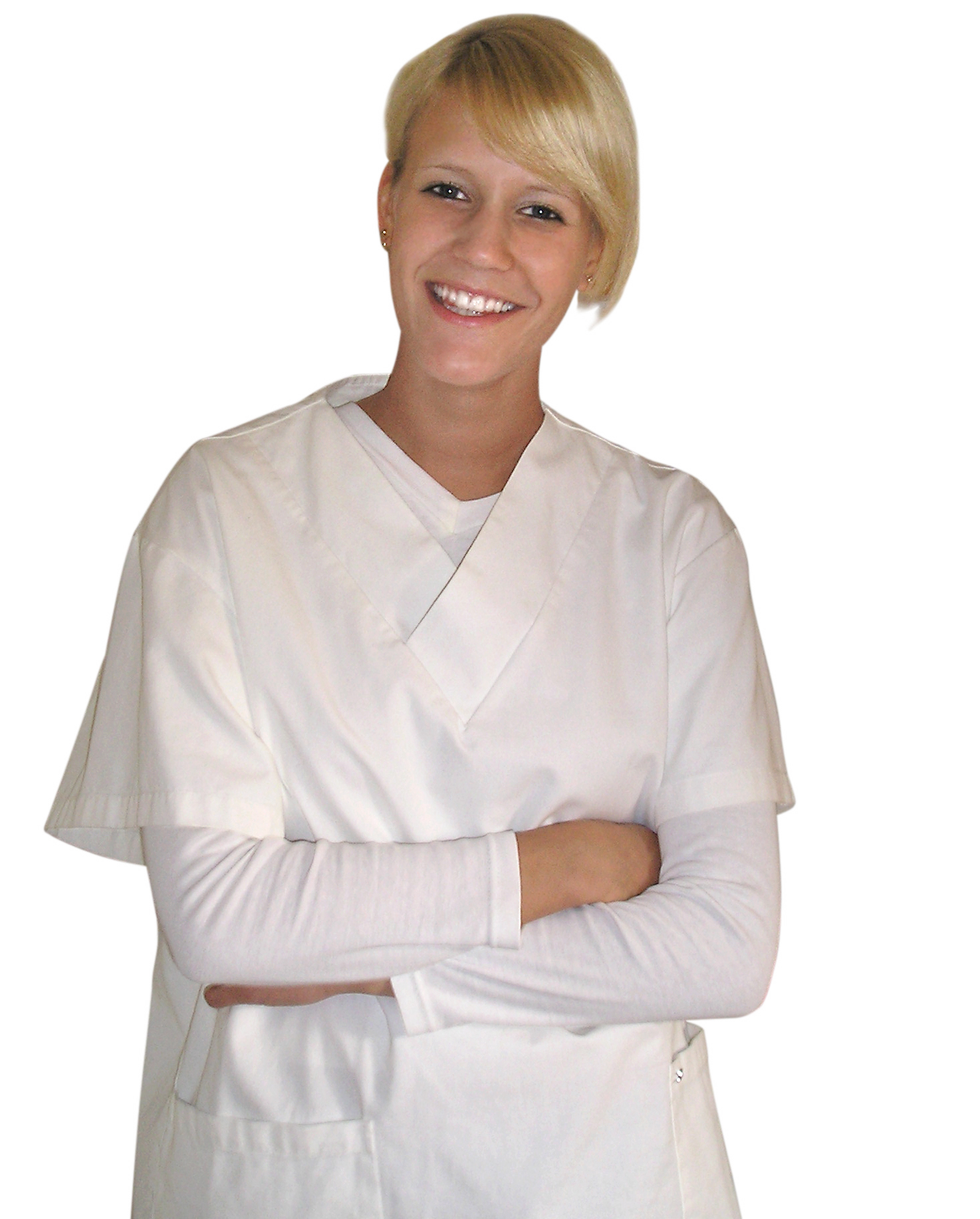
Exemple d’une infirmière

Le plan de soins infirmier est un outil de la démarche intellectuelle infirmière permettant de structurer la dispensation des soins infirmiers aux personnes. Il permet d'exposer, d'organiser et d'argumenter les soins infirmiers qui sont prodigués par les infirmiers. Il regroupe l'ensemble des actions que l'infirmier va appliquer face aux problèmes de santé présentés par la personne recueillis au moyen du recueil de données infirmier et de l'anamnèse jusqu'à leurs réévaluations.

## Caractéristiques du plan de soins infirmier
1. Il est basé sur un ou plusieurs problèmes de santé présents ou potentiels.
2. Il concerne une personne ou un groupe de personnes.
3. Il se centre sur les actions mises en place afin de résoudre ou minimiser les problèmes de santé.
4. Il est le produit d'une démarche systémique et argumentée.
5. Il tient compte des objectifs de soin posés et est en relation avec le devenir de la personne.

## Éléments du plan de soins
Le plan de soins infirmier se constitue principalement d'un diagnostic infirmier. Il met le diagnostic en relation avec les facteurs favorisants du problème de santé identifié et les données objectives et subjectives présentées par la personne.
Face au diagnostic établi, il regroupe les actions de soins à effectuer et permet de les classer en fonction de leur importance. Il inclut les objectifs de soin, les résultats attendus, ainsi que leur évaluation.
Le plan de soin peut être formulé afin de prévenir un problème, résoudre un problème, aussi bien que d'aller vers un état de bien-être. Ils suivent la même démarche afin d'empêcher certains problèmes d'apparaître et de continuer à protéger la santé.

## Intégration au processus de soins
Les plans de soins infirmiers sont établis en utilisant le processus de soins infirmier, encore nommé démarche de soins infirmier.
En premier lieu, l'infirmier collecte les données subjectives et objectives au travers du recueil de données infirmier ou de l'anamnèse. Il les organise dans un modèle systémique selon une grille (comme celle des quatorze besoins). Cette étape permet d'identifier les zones dans lesquelles la personne soignée présente un besoin de soin infirmier.
À partir de cela, l'infirmier formule un diagnostic infirmier qui inclut l'argumentation des facteurs favorisants et des symptômes présentés par la personne.
Après avoir déterminé le diagnostic infirmier, l'infirmier doit proposer les résultats attendus face aux problèmes et établir les objectifs globaux de la prise en soins. La méthode de formulation des résultats attendus permet d'affiner le choix du diagnostic en établissant quel critère devrait être présent en l'absence du problème et de déterminer le diagnostic infirmier prédominant. Les résultats attendus et objectifs de soins sont formulés avec une échéance.
Après la formulation des objectifs, les interventions infirmières sont posées. L'objectif des interventions est de conduire la personne vers la guérison ou un mieux-être et sont spécifiques à chaque personne. Les interventions sont détaillées pour que chaque acteur de santé puisse les lire et s'intégrer dans le plan posé pour suivre une direction commune.
L'évaluation infirmière est faite à l'échéance. Elle est formulée, que la personne ait atteint ou non les objectifs. Les nouvelles données recueillies au moment de l'échéance sont analysées et permettent de déterminer si le plan de soin doit être maintenu, stoppé ou modifié. Si le plan était basé sur la résolution d'un problème que la personne a résolu, le plan est arrêté. Si la personne n'a pas résolu le problème, ou si le plan de soins a été établi dans le contexte d'une affection chronique ou face à un problème récurrent, il est maintenu et donne une nouvelle échéance.

### Articles associés
- Soin infirmier
- Processus de soins infirmier
- Diagnostic infirmier
- Évaluation infirmière
- Infirmier
- Consultation infirmière